# Comitê Olímpico Colombiano
O Comitê Olímpico Colombiano ou COC (em castelhano:  Comité Olímpico Colombiano - COC) é a organização olímpica da Colômbia. Foi criado em 1936 e tem como missão a coordenação de esforços para proteger o movimento olímpico e consolidar o seu desenvolvimento, o cumprimento das regras da Carta Olímpica e promover a preparação, seleção e participação de atletas nos Jogos Olímpicos e outras competições nacionais e internacionais.

## Lista de presidentes
Desde sua criação, em 3 de julho de 1936, o Comitê Olímpico Colombiano teve 16 presidentes, eleitos em assembleia por delegados das federações esportivas afiliadas, para mandatos de quatro anos. O primeiro deles foi Julio Gerlein Comelin, de Barranquilla, escolhido no dia da criação da entidade, e o atual, Ciro Solano Hurtado, de Sucre, eleito em 2021.
| Período       | Presidente                         |
| ------------- | ---------------------------------- |
| 1936-1937     | Julio Gerlein Comelín              |
| 1937-1942     | Alberto Narino Cheyne              |
| 1942-1946     | Gregorio Obregón                   |
| 1946-1947     | Humberto Chica Pinzón              |
| 1947-1952     | Leopoldo Uribe                     |
| 1952-1953     | Enrique Gomez Hurtado              |
| 1953-1954     | Carlos Castillo                    |
| 1954-1957     | Coronel Guillermo Padilla Manrique |
| 1957-1958     | Helbert Liebisch                   |
| 1959-1975     | Mario García and García            |
| 1975-1979     | Humberto Chica Pinzón              |
| 1979-1989     | Fidel Mendoza Carrasquilla         |
| 1989-1997     | Jorge Herrera Barona               |
| 1997-2009     | Andres Botero Philisbourne         |
| 2009-2021     | Baltazar Medina                    |
| 2021-presente | Ciro Solano Hurtado                |